# Platindruck

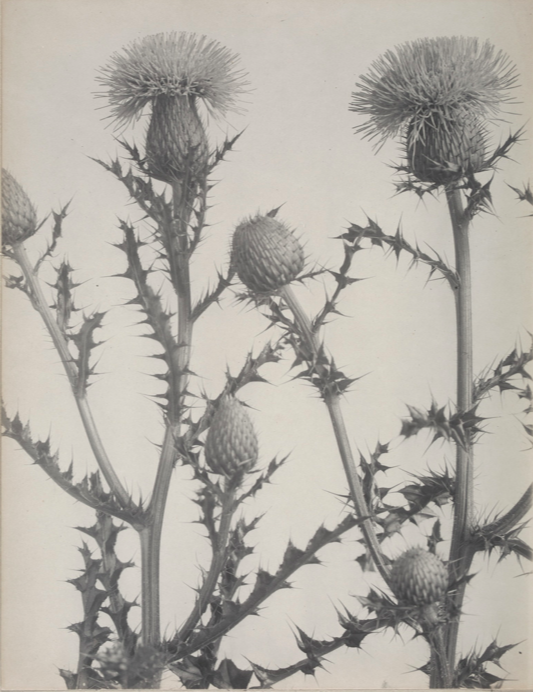
Ein Platindruck von Edwin Hale Lincoln vom Ende des 19. oder Anfang des 20. Jhd.

Der Platindruck (Platinotypie) ist ein fotografisches Edeldruckverfahren, das William Willis im Jahr 1873 erfand und 1878 patentieren ließ. Photochemisch basiert es auf der Lichtempfindlichkeit des Kaliumtetrachloridoplatinats. Das Verfahren war besonders bei den Piktorialisten zwischen 1880 und 1914 beliebt.

## Verfahren
Das Platindruckverfahren beruht auf der von John Herschel um 1832 entdeckten Lichtempfindlichkeit des Kaliumtetrachloridoplatinats (K2[PtCl4], alte Bezeichnung: Platinchlorür). Eine Umsetzung dieser Lichtempfindlichkeit in ein fotografisches Verfahren, also die Herstellung eines lichtbeständigen Lichtbildes, gelang aber erst Willis im Jahr 1873.
Für die Platinotypie wird ein Papier mit Oxalsäure, Eisen(III)-chlorid und Platinchlorür getränkt und getrocknet. Das getrocknete Blatt lässt sich dann durch ein Negativ belichten. Es entsteht ein schwach sichtbares Bild, welches durch Eintauchen in eine heiße, wässrige Lösung von Kaliumoxalat und einer kleinen Menge Platinsalz kräftig hervortritt. Nach mehrmaligem Wässern und Waschen in einer Lösung von Pottasche und Kaliumoxalat kann das fertige Positivbild getrocknet werden.
Bei der Belichtung wird das Eisenchlorid-Oxalat durch die Anwesenheit des Platinsalzes zu Oxydul reduziert, welches sodann das Platinchlorür reduziert. Bei der Entwicklung ist das Eisenchlorid die lichtempfindliche Substanz, an die sich die Platinverbindung anlagert. Beim Waschen lagert sich Platin stufenlos und mit weichen Tonwertübergängen auf dem Papier ab. Die Bilder sind chemisch fast unveränderlich und daher sehr haltbar. Das Bild ist nicht in einer Kolloidschicht, sondern direkt in die Papierfaser eingebettet. Der Tonwertumfang ist sehr gut und die Bilder haben gute Tiefen. Das Verfahren wurde besonders in der anspruchsvollen Porträtfotografie verwendet. Zusätze von Gold, Uran oder Silber erlaubten eine Variation der Tönung.
Willis produzierte in seiner in London angesiedelten Firma fertig präparierte und getrocknete Papiere. Aufgrund eines starken Preisanstiegs der benötigten Platinverbindung vor dem Ersten Weltkrieg sank das Verfahren zur Bedeutungslosigkeit herab.